# Black Night
「ブラック・ナイト」 ("Black Night")は、ストラトヴァリウスのシングル。CBSフィンランドからリリースされた。ファーストアルバム『フライト・ナイト』に収録されている。ティモ・トルキ作曲、アンティ・イコーネン作詞。

## 収録曲
1. "Black Night" (3:40)
2. "Night Screamer" (4:45)